# مارکو میرهوفر
مارکو میرهوفر (انگلیسی: Marco Meyerhöfer؛ زادهٔ ۱۸ نوامبر ۱۹۹۵) بازیکن فوتبال اهل آلمان است.
از باشگاه‌هایی که در آن بازی کرده‌است می‌توان به باشگاه فوتبال زاربروکن اشاره کرد.